# Laguna del Marquesado
Laguna del Marquesado é um município da Espanha, na província de Cuenca, comunidade autônoma de Castela-Mancha. Tem 37,91 km² de área e em 2021 tinha 54 habitantes (densidade: 1,4 hab./km²). Limita com os municípios de Huerta del Marquesado, Zafrilla, Tejadillos e Valdemeca.